# Nikon
Nikon Corporation (株式会社ニコン) er et multinationalt selskab med hovedkvarter i Tokyo, Japan. Nikon producerer kameraer og dertil hørende optikker, samt kikkerter, mikroskoper og måleinstrumenter.
Nikon blev grundlagt i 1917 som Nihon (Nippon); firmaet skiftede navn til Nikon Corporation efter sine Nikon-kameraer i 1988. Nikon er et selskab i Mitsubishi-gruppen.